# Дай (фамилия)
Дай — китайская фамилия (клан).

Иероглиф клана Дай

戴 — гл. «носить на голове»; ист. княжество в пров. Хэнань эпоха Чуньцю.

## Известные Дай
- Дай Ваншу
- Дай Ли
- Дай Минши, 戴 名世, （1653－1713), писатель, уроженец Аньхой, Аньцин, уезд Тунчэн.
- Дай Сыцзе, 戴思杰 (род. 1954), писатель и кинорежиссёр
- Дай Сянлун, 戴相龙 — управляющий Народным банком Китая с 1995 по 2002.
- Дай Сяосян
- Дай Фугу, 戴復古 — поэт из Тайчжоу (Чжэцзян).
- Дай Цзинь (戴 进; Dài Jìn; 1388—1462) — художник времён династии Мин. Уроженец города Ханчжоу провинции Чжэцзян.
- Дай Чжэнь, 戴 震 (1723, Сюнин (Аньхой) — 1777, Пекин) — философ-неоконфуцианец, лидер одного из двух главных направлений «ханьского учения» (хань сюэ, пу сюэ). Также математик, астроном, лингвист, историк и географ.